# ALCO RS-1
Die Lokomotiven der Baureihe ALCO RS-1 waren Diesellokomotiven mit der Achsfolge Bo’Bo’ und wurden von 1941 bis 1960 gebaut. Durch ihren Mittelführerstand eigneten sie sich gut als Rangierlokomotiven.

## Geschichte

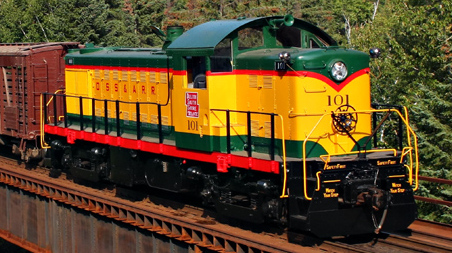
Erhaltene RS-1 auf einer Museumsbahn

Die ALCO RS-1 war eine vierachsige Diesellokomotive mit elektrischer Kraftübertragung. Sie wurde von 1941 bis 1953 von dem Firmenverbund ALCO und GE sowie von 1953 bis 1960 allein von ALCO hergestellt. Durch die lange Fertigungszeit von 19 Jahren kann man sie als führende nordamerikanische Diesellokomotive bezeichnen. Die charakteristische Form wurde später als klassisch für den Bau von Rangierlokomotiven bezeichnet. Die Lokomotive war hauptsächlich in den Vereinigten Staaten eingesetzt und hatte dort ihr vorherrschendes Einsatzgebiet bei der United States Army.
Die Technik der Lokomotive war robuste amerikanische Technik der damaligen Zeit; ein langsamlaufender Sechszylinder-Viertakt-Dieselmotor der Type ALCO 539T mit dieselelektrischem Antrieb. Insgesamt wurden 469 Lokomotiven dieses Typs hergestellt.
Da die Lokomotiven sehr robust sind, waren sie über viele Jahre im Einsatz, und es ist nicht ausgeschlossen, dass die eine oder andere Maschine noch Arbeiten im Rangierdienst oder Bauzugdienst übernimmt. In musealem Besitz befinden sich Maschinen bei folgenden Museen:
- eine Maschine befindet sich in dem Illinois Railway Museum,[2]
- eine Lokomotive mit der Nummer 735 befindet sich bei der Louisiana Steam Train Association,
- eine Lokomotive mit der Nummer 9 befindet sich in dem Rochester & Genesee Valley Railroad Museum,[3]
- die Lokomotive mit der Nummer 405 ist ebenfalls erhalten,
- bei einer Museumsbahn in Kingston (City, New York) sind zwei Lokomotiven im Museumsbetrieb,
- bei der North Shore Railroad ist eine Lokomotive mit der Nummer 101 vorhanden,
- in dem Eisenbahnmuseum von Shepherd, Michigan,[4] ist eine Lokomotive mit der Nummer 20 erhalten.

### RSD bei anderen Bahnverwaltungen
Laut Internet wurden zwei Lokomotiven nach Alaska, 64 Lokomotiven nach Mexiko, zwölf Lokomotiven nach British Columbia, sechs Lokomotiven nach Saudi-Arabien und 46 Maschinen nach Brasilien geliefert. Da die Lokomotive durch ihren hohen Achsdruck von 28 t nicht freizügig eingesetzt werden konnte, erschien 1942 ihre sechsachsige Version ALCO RSD-1. Diese Maschine war vorrangig in der damaligen Sowjetunion und dem Iran eingesetzt. Für die São Paulo Railway Company in Brasilien wurde die sechsachsige Version als RSC-1 ohne Fahrmotoren auf den mittleren Achsen der Drehgestelle gebaut, sodass der Achsdruck gegenüber der RSD-1 verringert werden konnte.